# Gaines megye
Gaines megye az Amerikai Egyesült Államokban, azon belül Texas államban található. Megyeszékhelye és legnagyobb városa Seminole. Lakosainak száma 21 598 fő (2020. április 1.). Gaines megye Yoakum, Terry, Dawson, Martin, Andrews és Lea megyékkel határos.

## Népesség
A megye népességének változása:
| Lakosok száma | 17 577 | 18 043 | 18 393 | 18 921 | 20 051 | 21 598 |
|               | 2010   | 2011   | 2012   | 2013   | 2015   | 2020   |